# 戸惑いテレパシー
「戸惑いテレパシー」（とまどいテレパシー）は、花譜の楽曲である。YouTube上では2020年6月8日に公開された。2020年6月10日に同名のシングル『戸惑いテレパシー』としてリリースされ、2020年11月25日にアルバム『魔法α/β』に収録された。

## 概要
docomoとコラボレーションした展示イベント「HAYABUSA EXPERIENCE by 3.5D × docomo」のテーマソングとして制作された。このイベントは渋谷にあるギャラリーにて開催され、2020年3月28日から4月28日まで本楽曲のMVが上映された。この展示会では花譜の新衣装「隼」が披露された。
以下のシングルに収録されたオリジナル、柊キライ、Orangestarおよび羽生まゐごによるRemixに加え、『魔法γ』に収録されたあめのむらくもPによる Remix や、下記ライブにて演奏された「戸惑いテレパシー feat. Albemuth」が存在する。

## シングル収録曲
オリジナルに加え、ボカロPである柊キライ、Orangestarおよび羽生まゐごによるRemixも収録されている。
1. 戸惑いテレパシー [3:47]
作詞・作曲・編曲: カンザキイオリ[2]。MVの映像制作は川サキケンジ、映像制作協力は渡邊竜実、髙田瑛示、Q-taro、與古田和俊、yujureal works、撮影は小林英彦、タイポグラフィーはZUMAが行った[2]。
2. 戸惑いテレパシー（柊キライ Remix） [3:06]
作詞・作曲: カンザキイオリ、Remix: 柊キライ[8]。MVの監督は大橋史、イラストレーターは丸紅茜、グラフィックデザイナーはサワイシンゴである[8][9]。
3. 戸惑いテレパシー（Orangestar Remix） [3:49]
作詞・作曲: カンザキイオリ、Remix: Orangestar[10]。MVの映像はレオルによる制作である[10]。
4. 戸惑いテレパシー（羽生まゐご Remix） [3:58]
作詞・作曲: カンザキイオリ、Remix: 羽生まゐご[11]。MVの映像は佐伯雄一郎、CGはゆきのみたま、イラストはchamooi、タイポデザインは本忠学が制作を行った[11]。
5. 戸惑いテレパシー（Instrumental） [3:47]

## ライブでの演奏
リリース以降、ライブシリーズ不可解のライブで演奏されている。2020年10月10日の『花譜 2nd ONE-MAN LIVE「不可解弐Q1」』では第2部の9曲目で、2021年3月13日の『花譜 2nd ONE-MAN LIVE「不可解弐Q2」』では13曲目に、『花譜 2nd ONE-MAN LIVE「不可解弐REBUILDING」』では2021年6月12日の「不可解弐Q2:RE -世界線は分岐する-」第1部3曲目に、2022年8月24日に日本武道館で開催された『花譜 3rd ONE-MAN LIVE「不可解参(狂)」』では第1部8曲目に演奏された。そして2023年3月4日に開催された「不可解参(想)」では、Albemuthの存流と明透とともに「戸惑いテレパシー feat. Albemuth」として歌った。